# Candy Group
Candy Group S.p.A. er en italiensk producent af hvidevarer og husholdningsmaskiner. I 2019 blev virksomheden opkøbt af kinesiske Haier. De har hovedkvarter i Brugherio ved Milano.
Candy's produkter kendes under mærker som Candy, Hoover, Kelvinator, Rosières (i Frankrig) og Jinling (i Kina). 80 % af produktionen sælges udenfor Italien, herunder også i Danmark. 